# Constructora Meco
Constructora Meco S.A es una empresa multilatina con operaciones permanentes en Costa Rica, El Salvador, Panamá, Nicaragua y Colombia. Meco emplea alrededor de 7.000 colaboradores y ejecuta proyectos tanto en el sector público como en el privado. Su especialidad son las obras de infraestructura.
En 2020, Meco es la única empresa centroamericana incluida en el escalafón CLA50 de la casa editorial KHL; en 2019 se ubicó en la novena posición, con ingresos por US$692,9 millones.

## Historia
Meco fue fundada en 1977 por Ángel Américo Cerdas y su hijo Carlos Cerdas Araya como un negocio de extracción y comercialización de arenas y agregados en la provincia de Cartago, en Costa Rica.
Tras involucrarse en el proyecto de la Ladrillera Industrial de Agua Caliente, también de dicha provincia, la empresa empezó a ejecutar obras de mayor envergadura. Para el año 1986, ejecutaron su primer contrato de carreteras, al trabajar en la construcción de la vía que une las localidades de Frailes y Tarbaca, en Costa Rica.
A inicios de la década de los noventa, en 1992, Meco incursiona en Nicaragua y Belice, y en 1996, en Panamá, donde participa en obras de ampliación del Canal de Panamá.

## Obras en el canal de Panamá
El domingo 26 de junio de 2016 se inauguraron en Panamá las obras del Canal de Panamá. Como parte de las construcciones erigidas, Meco, en asocio con las empresas internacionales EPSA, ICA y FCC, entregó tres obras de infraestructura valoradas en $US432 millones.
La obra, adjudicada en 2008, permite el paso a buques Post Panamax de hasta 366 metros de largo y 49 de ancho para embarcaciones con hasta 14.000 contenedores.
El primero de los tres proyectos requería el soporte de las aguas del Lago Gatún con el nuevo cauce de acceso al Pacífico, obra necesaria para el tránsito de los buques por el Canal de Panamá. Su construcción implicaba la excavación de 18 millones de metros cúbicos en 3.1 kilómetros de longitud con un costo de US$126 millones.
La segunda de las obras adjudicadas fue el Canal de Ampliación Norte Pacífico o PAC 3, una excavación de 8 millones de metros cúbicos hasta el nivel +27 en el canal, con una inversión aproximada de US$37 millones.
Finalmente, la tercera de las obras se conoce como el Cauce de Acceso al Pacífico 4 o PAC4, que con una inversión de US$268 millones, consistió en la excavación de 4 kilómetros del cauce de acceso al Pacífico y la construcción de la cuarta represa de arcilla y enrocado de 2.3 kilómetros de longitud.

## Clasificación Internacional
En febrero de 2020, la calificadora crediticia Fitch Ratings afirmó la calificación de largo plazo en escala nacional de Constructora Meco, S.A. (Meco) en 'AA-(pan)'. Según ese reporte, la perspectiva de la calificación es estable y toma en cuenta el “historial de operaciones amplio en el desarrollo de proyectos de infraestructura en Centroamérica y Sudamérica, así como su buen desempeño operativo, caracterizado por una generación de efectivo estable, apalancamiento moderado y cobertura de EBITDA a intereses pagados adecuada”.